# 松戸徹
松戸 徹（まつど とおる、1954年11月9日 - ）は、日本の政治家。千葉県船橋市長（4期）。

## 来歴
千葉県千葉郡八千代町（現在の八千代市）出身。1973年3月、千葉県立薬園台高等学校卒業。1978年3月、東京理科大学理学部物理学科卒業。同年4月、船橋市役所に入庁し、船橋市教育委員会社会教育部社会教育課、社会教育部浜町公民館、広報部広報公聴課、秘書課長を経て、2007年より市長公室長。
2009年、藤代孝七船橋市長の下で船橋市副市長に就任。
2012年12月、船橋市長の藤代孝七が5選不出馬を表明。藤代の不出馬を受け、船橋市長選への立候補を表明した。2013年3月、副市長を退任。
2013年6月23日投開票の船橋市長選に、自民・民主・公明3党の推薦に加え、藤代の支援を受けて立候補し、日本維新の会の推薦を受けた元千葉県議会議員の西尾憲一、日本共産党の推薦を受けた斉藤和子（のち衆議院議員）、市民団体代表の野屋敷いと子らを破り、6人が立候補した混戦を制して初当選した。7月19日、市長就任。
※当日有権者数：486,751人 最終投票率：34.55%（前回比：pts）
| 候補者名     | 年齢 | 所属党派 | 新旧別 | 得票数   | 得票率 | 推薦・支持                     |
| ------------ | ---- | -------- | ------ | -------- | ------ | ------------------------------ |
| 松戸徹       | 58   | 無所属   | 新     | 57,549票 | 34.84% | （推薦）自民党・民主党・公明党 |
| 西尾憲一     | 62   | 無所属   | 新     | 52,060票 | 31.52% | （推薦）日本維新の会           |
| 斉藤和子     | 38   | 無所属   | 新     | 18,054票 | 10.93% | （推薦）日本共産党             |
| 野屋敷いと子 | 62   | 無所属   | 新     | 17,460票 | 10.57% |                                |
| 安藤信宏     | 56   | 無所属   | 新     | 15,336票 | 9.28%  |                                |
| 門田正則     | 66   | 無所属   | 新     | 4,716票  | 2.86%  |                                |

2017年6月18日に行われた市長選に、前回同様、自民・民進・公明3党の推薦を受けて立候補。4年前の船橋市長選で破った西尾憲一ら3人の対立候補を下し、再選を果たした。投票率は28.10％で過去最低を記録した。
※当日有権者数：508,344人 最終投票率：28.10%（前回比：6.45pts）
| 候補者名 | 年齢 | 所属党派 | 新旧別 | 得票数   | 得票率 | 推薦・支持                    |
| -------- | ---- | -------- | ------ | -------- | ------ | ----------------------------- |
| 松戸徹   | 62   | 無所属   | 現     | 86,712票 | 61.54% | (推薦) 自民党・民進党・公明党 |
| 西尾憲一 | 66   | 無所属   | 新     | 37,261票 | 26.44% |                               |
| 薮内好   | 69   | 無所属   | 新     | 10,129票 | 7.19%  |                               |
| 門田正則 | 70   | 無所属   | 新     | 6,811票  | 4.83%  |                               |

2021年2月10日、3選へ向け市長選挙への立候補を表明。6月20日の投開票の結果、元県議の丸山慎一ら2候補を破り3選を果たした。
※当日有権者数：521,228人 最終投票率：28.88%（前回比：0.78pts）
| 候補者名 | 年齢 | 所属党派 | 新旧別 | 得票数    | 得票率 | 推薦・支持                             |
| -------- | ---- | -------- | ------ | --------- | ------ | -------------------------------------- |
| 松戸徹   | 66   | 無所属   | 現     | 109,019票 | 73.76% | （推薦）自由民主党・公明党・立憲民主党 |
| 丸山慎一 | 65   | 無所属   | 新     | 27,744票  | 18.77% | （推薦）日本共産党                     |
| 門田正則 | 74   | 無所属   | 新     | 11,045票  | 7.47%  |                                        |

2025年の選挙では、6月22日の投開票の結果、立憲民主党が推薦する元市議の津曲俊明らを破り4選。
※当日有権者数：527,308人 最終投票率：34.27%（前回比：5.39pts）
| 候補者名   | 年齢 | 所属党派 | 新旧別 | 得票数   | 得票率 | 推薦・支持         |
| ---------- | ---- | -------- | ------ | -------- | ------ | ------------------ |
| 松戸徹     | 70   | 無所属   | 現     | 88,803票 | 49.64% |                    |
| 津曲俊明   | 47   | 無所属   | 新     | 41,438票 | 23.16% | （推薦）立憲民主党 |
| 江川厚子   | 67   | 無所属   | 新     | 22,810票 | 12.75% |                    |
| 鈴木ひろ子 | 51   | 無所属   | 新     | 21,946票 | 12.27% |                    |
| 高橋宏     | 48   | AIDAO党  | 新     | 3,892票  | 2.18%  |                    |

## 市政
- 2021年11月22日、LGBTなど性的少数者のカップルが婚姻に相当する関係にあると認める「パートナーシップ宣誓制度」を同年12月16日に導入すると発表した[12][13]。